# 장학영
장학영(1981년 8월 24일~)은 대한민국의 전 축구 선수로서 포지션은 왼쪽 풀백이었다.

## 개요
남서울중학교, 중동고등학교, 경기대학교를 나왔다. 연습생 신분을 딛고 국가대표팀에까지 올라 '연습생 신화'라는 별명이 붙었다.

## 축구인 생활

### 선수 생활
경기대학교 졸업 후 신인 드래프트에서 지명을 받지 못해 2004년 연습생 신분으로 성남 일화 천마에서 데뷔하였고, 성남 2군의 안익수 당시 코치의 권유에 따라 원래 포지션인 미드필더에서 풀백으로 포지션을 바꾸었다. 2004년 후반기부터 차경복 감독의 눈에 띄어 1군 시합에 출장하기 시작하여 팀의 주전 왼쪽 풀백으로 자리잡았고, 2006 K리그 우승과 2007 K리그, 2009 K리그 준우승 등에 공헌하였다.
2010년 5월 29일 제주 유나이티드 FC와의 포스코컵 2010 경기를 마지막으로 군 복무를 위해 팀을 떠났다. 이후 육군훈련소에서 기초 군사 훈련을 받은 뒤, 약 2년 간 공익근무요원으로 복무할 동안 챌린저스리그의 서울 유나이티드 FC에 임대 선수로 입단하여 2012년 6월 23일까지 함께하였다.
소집 해제를 앞두고 2012 시즌을 앞두고 성남 일화 천마가 부산 아이파크의 한상운을 영입하게 되었고, 그 과정에서 한상운을 상대로 현금 15억에 트레이드되었다. 소집 해제 후 2012년 7월 성남 시절에 함께 한 안익수 감독의 부산 아이파크에 합류하였다.
부산으로 옮겨간 뒤로도 준수한 활약을 보였으나, 2014년에 이르러서는 주전에서 제외되는 일이 많아졌고 결국 시즌이 끝나자 계약을 해지했다.
2015년 혼자서 훈련을 하면서 팀을 알아보던 중, 7월 친정 팀의 부름을 받고 돌아왔다. 복귀전에서 김두현의 교체로 주장 완장을 받고 건재함을 과시했다. 이후 그간의 왼쪽 주전 박태민을 대신하여 풀타임으로 출전하였으며, 9월 23일 서울 원정 경기에서 박용지의 결승골을 돕는 크로스로 친정 팀에 11년(13경기)만의 서울월드컵경기장 승리를 안겼다. 2017 시즌 후, 성남에서 선수 생활을 은퇴하였다.

### 국가 대표 생활
2006년 1월 18일 아랍에미리트와의 친선 경기에서 A매치에 데뷔하였다.

## 플레이 스타일
170cm의 크지 않은 체구지만, 90분 내내 쉬지 않는 활동량과 순간적으로 치고 나가는 스피드, 뛰어난 공간 침투 능력으로 위력적인 공격력을 선보인다. 특유의 꾸준함과 성실함, 헌신적인 팀플레이 또한 장학영의 강점 중 하나이다.

## 승부 조작
2018년 10월 14일 장학영은 지난 9월 21일에 아산 무궁화 축구단 소속의 이한샘에게 부산 아이파크 원정 경기에서 전반전 20분 안에 퇴장을 당하면 현금 5천만원을 주겠다고 승부조작 제안한 사실이 드러나 구속되었다.
그 후, 장학영은 2018년 10월 14일에 1심에서 징역 10개월 실형을 선고받았다.

## 경력

### 선수 경력
- 2004년 ~ 2010년  성남 FC
- 2010년 ~ 2012년  서울 유나이티드 FC
- 2012년 ~ 2014년  부산 아이파크
- 2015년 ~ 2017년  성남 FC

## 수상

### 개인
- 2006년 K리그 베스트 11 선정
- 2007년 K리그 베스트 11 선정
- 2008년 윈저어워즈 한국축구대상 베스트 11 DF부문상 수상

### 클럽

#### 성남 FC
- K-리그 우승 1회 (2006년)
- K-리그 준우승 1회 (2007년)
- 하우젠 컵 우승 1회 (2004년)
- 하우젠 컵 준우승 1회 (2006년)
- AFC 챔피언스리그 준우승 1회 (2004년)